# Parigi-Roubaix 1935
La Parigi-Roubaix 1935, trentaseiesima edizione della corsa, si svolse il 21 aprile 1935 su un percorso di 262 km con partenza ad Argenteuil e arrivo all'Hippodrome des Flandres a Marcq-en-Barœul. Organizzata da L'Auto, fu vinta dal belga Gaston Rebry, giunto al traguardo con il tempo di 6h40'57", alla media di 38,250 km/h, davanti al francese André Leducq e all'altro belga Jean Aerts; venne portata a termine da 66 dei 160 ciclisti al via.

## Squadre e corridori partecipanti
Si iscrissero alla prova 173 ciclisti, in rappresentanza di 18 squadre di marca o come ciclisti iscritti a titolo individuale. Di questi, presero il via in 160, mentre 13 non punzonarono. Come favoriti principali per la vittoria venivano indicati René Le Grevès e Gaston Rebry (campione uscente).
| N.    | Cod. | Squadra                     |
| ----- | ---- | --------------------------- |
| 1-11  | -    | Alcyon-Dunlop               |
| 12-16 | -    | La Française-Diamant-Dunlop |
| 17    | -    | Armor-Dunlop                |
| 18-21 | -    | Thomann-Dunlop              |
| 22-25 | -    | Labor-Dunlop                |
| 26-43 | -    | Helyett-Hutchinson          |
| 45-46 | -    | Essor-Hutchinson            |
| 47-63 | -    | Dilecta-Wolber              |
| 64-70 | -    | De Dion-Bouton-Wolber       |
| 71-91 | -    | Génial Lucifer-Hutchinson   |

| N.      | Cod. | Squadra                      |
| ------- | ---- | ---------------------------- |
| 92-101  | -    | France Sport-Wolber          |
| 102-115 | -    | Francis Pélissier-Hutchinson |
| 116-124 | -    | André Leducq-Hutchinson      |
| 126-134 | -    | Colin-Wolber                 |
| 137-142 | -    | Delangle-Wolber              |
| 143-149 | -    | Oscar Egg-Hutchinson         |
| 150-155 | -    | La Perle-Hutchinson          |
| 162     | -    | Birma-Hutchinson             |
| 157-173 | -    | Individuali                  |

## Ordine d'arrivo (Top 10)
| Pos. | Corridore          | Squadra        | Tempo    |
| ---- | ------------------ | -------------- | -------- |
| 1    | Gaston Rebry       | Alcyon-Dunlop  | 6h40'57" |
| 2    | André Leducq       | A. Leducq      | a 2'24"  |
| 3    | Jean Aerts         | Alcyon-Dunlop  | a 4'44"  |
| 4    | René Vietto        | Helyett        | a 4'58"  |
| 5    | Frans Bonduel      | Dilecta-Wolber | s.t.     |
| 6    | Maurice Krauss     | Delangle       | s.t.     |
| 7    | Omer Taverne       | La Française   | a 5'08"  |
| 8    | Maurice Archambaud | A. Leducq      | a 6'30"  |
| 9    | Antoine Dignef     | Colin-Wolber   | a 6'39"  |
| 10   | Adrien Buttafocchi | Helyett        | a 8'20"  |